# Club Deportivo Estrellas de Orellana

El Club Estrellas de Orellana es un equipo de fútbol profesional de la ciudad de Orellana, Provincia de Orellana, Ecuador. Fue fundado el 16 de noviembre de 2006 . Su directiva está conformada por el Sr. Clemente Efraín López Delgado como Presidente, el Sr. Edison Javier Cedeño Chávez como Vicepresidente y el Sr. Wilson Richard Jiménez Granda como Tesorero.  Se desempeña en el Campeonato Provincial de Segunda Categoría de Orellana, también en la Segunda Categoría del Campeonato Ecuatoriano de Fútbol.
Está afiliado a la Asociación de Fútbol Profesional de Orellana.